# شوكة جميلة (فلم)
شوكة جميلة (بالفرنسية: Belle Épine) هو فيلم درامي فرنسي وهو من إخراج ريبيكا زلوتوفسكي وبطولة ليا سيدو وأنيه ديموستييه و أغاثا شلنكر و يوهان ليبيرو وجيوم جيو. عرض هذا الفيلم في مهرجان كان السينمائي في سنة 2010 وحاز على جائزة لويس ديلو كأفضل فيلم في سنة 2010 ورشحت به ليا سيدو لنيل جائزة سيزار لأفضل ممثلة واعدة لسنة 2011.

## القصة
قصة الفيلم تحكي فتاة في السابعة عشر من العمر 17 تعاني من وفاة والدتها ووالدها، تحاول بعدها التوصل لإتفاق مع شقيقتها فريدريك من أجل الميراث. الفيلم يبدأ مع برودينس و مارلين سانتاماريا وهن زميلات في نفس المدرسة إلا إنهن لا يعرفن بعضهن جيداً، يقوم الأمن بالبحث عن سوار مفقود يكون عند برودينس التي تحاول إخفائه عنهن وبينما تحاول برودينس التخفي عن الأمن تجد مع مارلين مجموعة من سائقي الدراجات تركب معهم.
في اليوم التالي تجد برودينس مارلين في السوق بعد أن دعتها مارلين لهناك ثم تذهب برودينس إلى شقتها معها وتستمتع هناك معها ومع عائلة فريدمان ثم تأخذها مارلين لمشاهدة سباق دراجات بين الشبان هناك.

## البطولة
- ليا سيدو بدور برودينس فريدمان
- أنيه ديموستييه بدور سونيا كوهين
- يوهان ليبيرو بدور فرانك
- جيوم جيو بدور رينالد
- مايكل أبيتيبول بدور جيرارد
- سوان أرلو بدور جان بيري
- آنا سيغاليفيتش بدور فريدريك فريدمان
- أغاثا شلنكر بدور مارلين سانتاماريا
- ماري ماثيرون بدور ديلفين
- مارينا توم بدور نيلي كوهين
- كارلو براند بدور ميشيل كوهين
- فاليري شلومبرغر بدور أرليت فريدمان

## روابط خارجية
- مقالات تستعمل روابط فنية بلا صلة مع ويكي بيانات